# Formula One 2001
Formula One 2001 – gra traktująca o zawodach Formuły 1. Gra została wyprodukowana przez Studio 33 i wydana przez Sony Computer Entertainment. Premiera na konsole PlayStation miała miejsce dnia 24 maja 2001 roku, premiera gry na PlayStation 2 miała miejsce 20 kwietnia 2001 roku.

## Odbiór gry
Serwis GameZone dał grze 7,1 punktów na 10. GameSpot ocenił grę 7,2 na 10 punktów.